# Jan Herman Odo Insinger

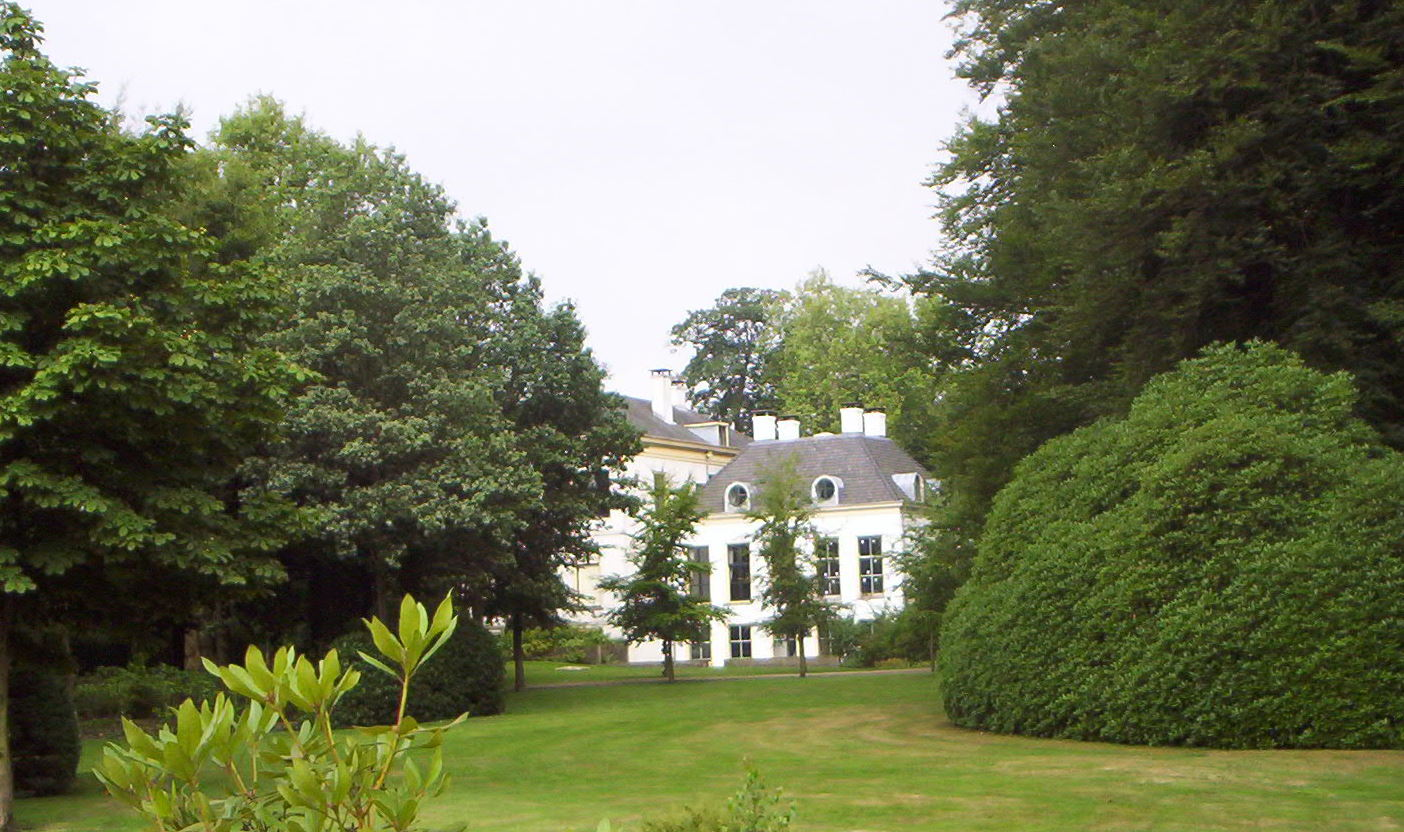
Huis Pijnenburg

Mr. Jan Herman Odo Insinger (Huis Pijnenburg, Lage Vuursche, 27 juli 1918 - aldaar, 16 oktober 2008) was een Nederlands ambassadeur.

## Biografie
Insinger was een lid van de patriciaatsfamilie Insinger en een zoon van het Baarnse gemeenteraadslid Edmond Hetman Deodatus Insinger (1892-1951) en Alexandra Wilhelmina Emma Carolina Marie Freiin von Uslar- Gleichen (1897-1956), en hij was een kleinzoon van Jan Herman Insinger. Hij trouwde in 1943 met Machteld Sophie Henriëtte barones Taets van Amerongen van Renswoude (1922-2001), lid van de familie Taets van Amerongen, met wie hij drie kinderen kreeg.
Insinger trad in dienst van het ministerie van Buitenlandse Zaken en werd in 1975 ambassadeur te Madrid, en in 1978 te Brussel; die laatste post bekleedde hij tot zijn pensionering in 1983.
Hij werd geboren en overleed op het familiale goed huis Pijnenburg.